# Тауй
Тауй (більша частина течії — Кава) — річка в Росії, протікає територією Хабаровського краю і Магаданської області, впадає в Амахтонську затоку на північному заході Тауйської губи Охотського моря. Довжина — 378 км, площа водозбірного басейну — 25 900 км².
Живлення снігове та дощове. Середньорічна витрата води за 36 км від гирла — 350 м³/с. Льодостав починається у другій половині жовтня і закінчується в другій половині травня. Є місцем нересту лососевих риб. У нижній течії — судноплавна.

## Притоки
Об'єкти перераховані за порядком від гирла до витоку.
| - 3 км: річка без назви - 6 км: річка без назви - 13 км: річка без назви - 18 км: Іганджа - 37 км: річка без назви - 40 км: річка без назви - 60 км: річка без назви - 66 км: Чьоломджа - 70 км: Омилєн - 75 км: Милєн - 76 км: річка без назви - 86 км: річка без назви - 89 км: Халкінджа - 99 км: річка без назви - 100 км: річка без назви - 104 км: річка без назви - 105 км: Хаянджа - 107 км: Бургалі |  | - 111 км: Ельгєнджа - 127 км: Олачан - 134 км: Чукча - 139 км: річка без назви - 154 км: Кавінка - 157 км: Ікрімун - 179 км: річка без назви - 180 км: річка без назви - 182 км: річка без назви - 185 км: річка без назви - 188 км: Остання (Молдот) - 192 км: річка без назви - 196 км: річка без назви - 196 км: річка без назви - 199 км: річка без назви - 201 км: річка без назви - 201 км: річка без назви - 204 км: річка без назви |  | - 212 км: річка без назви - 212 км: Черемуховка - 220 км: протока без назви - 229 км: річка без назви - 245 км: річка без назви - 246 км: річка без назви - 251 км: річка без назви - 252 км: річка без назви - 262 км: річка без назви - 271 км: Бувтикан - 294 км: Бургаалкан - 299 км: річка без назви - 304 км: Дзякур - 322 км: річка без назви - 322 км: річка без назви - 326 км: річка без назви - 349 км: річка без назви |